# Twilight little star
「twilight little star」（トワイライト・リトル・スター）は、ChouChoの楽曲。2023年8月9日に21枚目のシングルとしてLantisから発売された。

## 概要
CDシングルとしては前作「reincarnation/灯火セレナード」以来、約1年2か月半ぶりのリリースとなる。
CDの発売に先駆けて、7月3日に表題曲「twilight little star」が各音楽配信サイトで先行配信された。
表題曲はテレビアニメ『政宗くんのリベンジR』のエンディングテーマとして使用された。ChouChoが同アニメの主題歌を担当するのは「Elemental World」以来、6年7か月ぶりとなる。歌詞は、同シリーズのヒロイン・安達垣愛姫の心情を歌っており、ChouChoは「彼女の背中を押せて、その上で聴いている方も共感していただけるような曲」というテーマで制作された。

## シングル収録内容
| 全作詞・作曲: ChouCho、全編曲: 村山☆潤。 |                                     |         |            |      |
| #                                        | タイトル                            | 作詞    | 作曲・編曲 | 時間 |
| 1.                                       | 「twilight little star」            | ChouCho | ChouCho    | 3:34 |
| 2.                                       | 「Forget-me-Not」                   | ChouCho | ChouCho    | 4:07 |
| 3.                                       | 「twilight little star」(off vocal) | ChouCho | ChouCho    | 3:34 |
| 4.                                       | 「Forget-me-Not」(off vocal)        | ChouCho | ChouCho    | 4:05 |
| 合計時間:                                | 合計時間:                           | 15:20   |            |      |